# Chester Thompson
Chester Cortez Thompson (ur. 11 grudnia 1948 w Baltimore) – amerykański perkusista grający muzykę jazz, rock i pop.
Pierwszą perkusję otrzymał w wieku 11 lat, dwa lata później zaczął grać w lokalnych klubach muzycznych. Następnie przyłączał się do miejscowych zespołów jazzowych. Z czasem zaczął grać na koncertach muzyków jazzowych, takich jak Jack McDuff i Ben E. King.
Gdy już ustalił swoją pozycję jako muzyka, Thompson dowiedział się, że Frank Zappa poszukuje drugiego perkusisty do swojego zespołu. Thompson zgłosił się na przesłuchanie i w 1973 dołączył do grupy. Przez kilka lat grał na koncertach Zappy, brał także udział w nagraniach kilku płyt, m.in. Studio Tan, Sleep Dirt, One Size Fits All, Bongo Fury, Roxy & Elsewhere i Läther.
W 1975, po wygaśnięciu kontraktu z Zappą, dołączył do zespołu Weather Report. Przez następny rok grał z zespołem na koncertach i nagrywał wraz z nim płytę Black Market. W 1976, po zmianie basisty, w zespole pojawiły się nieporozumienia, wskutek których Thompson opuścił Weather Report natychmiast po skończeniu prac nad płytą. Black Market okazała się najlepiej sprzedającym się albumem w dziejach zespołu.
W tym samym roku z Thompsonem skontaktował się Phil Collins, będący pod wrażeniem gry dotychczasowej pracy perkusisty. Collins szukał muzyka, który zastąpiłby Billa Bruforda na koncertach grupy Genesis. Thompson posiadał umiejętność, której Collins pilnie poszukiwał – w zespole Zappy nauczył się grać w perkusyjnym duecie. Perkusista dołączył do zespołu i w ciągu 10 dni nauczył się grać wszystkie utwory z nadchodzącej trasy koncertowej promującej płytę Wind & Wuthering. Thompson odbył z Genesis trasę koncertową, następnie zagrał na perkusji na płycie byłego gitarzysty zespołu – Steve’a Hacketta, a w 1978 ponownie ruszył z grupą w trasę, tym razem promującą album …And Then There Were Three….
Po trasie koncertowej Genesis zawiesiło na pewien czas działalność z powodów kłopotów osobistych Collinsa. Muzycy skupili się na swoich projektach solowych – Thompson zagrał na płycie klawiszowca zespołu Tony’ego Banksa A Curious Feeling, a także wystąpił gościnnie u wielu innych artystów - m.in. u Freddiego Hubbarda. W 1980 zespół wznowił działalność, nagrał płytę Duke i ruszył wraz z Thompsonem w kolejną trasę koncertową.
W 1982 pojawił się album Genesis Three Sides Live. Jest to album koncertowy, więc wystąpił na nim Thompson. W tym samym roku pojawił się także na specjalnym koncercie Genesis w jego najsłynniejszym składzie, tzn. z Peterem Gabrielem i Steve’em Hackettem.
W międzyczasie Collins nagrał dwie solowe płyty i przygotowywał się do własnej trasy koncertowej. Piosenkarz potrzebował perkusisty, zaproponował więc Thompsonowi udział w tournée. W 1983 zagrali serię koncertów, w których udział brał także współpracujący z Genesis gitarzysta Daryl Stuermer.
W 1984 Genesis nagrało kolejną płytę – Genesis – i wyruszyło w największą do tej pory trasę koncertową. Koncerty zostały nagrane i wydane na DVD. Rok później w trasę o takiej samej długości wyruszył Collins ze swoim trzecim albumem No Jacket Required. Thompson brał udział w obu tournée.
Po zakończeniu trasy muzycy z Genesis rozpoczęli prace nad kolejną płytą. Thompson w tym czasie zagrał na solowej płycie wokalisty Petera Cetery Solitude/Solitaire. W 1986 został wydany nowy album Genesis Invisible Touch. Grupa wraz z Thompsonem wyruszyła w 10-miesięczną trasę, której zwieńczeniem był nagrany i wydany na DVD koncert na Stadionie Wembley.
W 1989 i 1990 Thompson wyruszył z Collinsem w trasę promującą płytę …But Seriously. Z nagrań koncertowych powstała płyta Serious Hits... Live!.
W 1991 Thompson nagrał swoją pierwszą solową płytę – A Joyful Noise. Pomimo bardzo dobrych recenzji w kręgach jazzowych album okazał się finansową klapą. W tym samym roku Genesis wydało płytę We Can’t Dance i w 1992 wraz z Thompsonem ruszyli w kolejną trasę. Niedługo potem Genesis zawiesiło działalność. Thompson zdecydował, że przez pewien czas chce odpocząć od koncertów i skupić się na rodzinie. Wskutek tego nie wziął udziału w kolejnej trasie koncertowej Collinsa.
Przez następne lata Thompson grał gościnnie u wielu artystów, wśród których są Neil Diamond, Ron Kenoly, Duane Eddy, John Fogerty, George Duke, Michael McDonald, Steve Hackett, Kirk Whalum, Andy Williams, Denny Jiosa, Donna Summer, Napoleon Murphy Brock i Andrew Oh. W 1993, po odejściu z Genesis Collinsa, chciał dołączyć do zespołu jako perkusista sesyjny, muzycy jednak zdecydowali, że nie chcą w grupie nowych członków poza wokalistą Rayem Wilsonem. Thompson pozostał artystą gościnnym do roku 1996.
W 1999 Thompson ponownie współpracował z Collinsem – zagrał wraz z nim serię koncertów promującą film Tarzan. 3 lata później wystąpił w First Final Farewell Tour - światowej trasie koncertowej, którą Collins kończył swoją solową karierę. W 2007 Genesis reaktywowało się, by zagrać wraz z Thompsonem serię koncertów Turn It On Again Tour.
Obecnie Thompson jest muzykiem sesyjnym i naucza muzyki na Belmont University w Nashville.